# Synagoga w Grodzisku Wielkopolskim
Synagoga w Grodzisku Wielkopolskim – nieistniejąca obecnie synagoga znajdująca się w Grodzisku Wielkopolskim na dzisiejszym placu Wiosny Ludów.
Synagoga została zbudowana w 1822 roku na miejscu zniszczonej, starej synagogi. Podczas II wojny światowej, w 1940 roku synagogę rozebrali hitlerowcy. Po wojnie nie odbudowana.
Murowany budynek synagogi wzniesiono na planie kwadratu, kryta dachem namiotowym, z czterema oknami powiekowymi, po dwa od strony południowej i północnej.